# Мошницы
Мошни́цы — деревня в Московской области России. Входит в городской округ Солнечногорск. Население — 109 чел. (2010).
Название происходит от одного из диалектных терминов, образованных от слова мох: мошной — «к моху относящийся», мошина, мошенец — «моховое болото».

## География
Деревня Мошницы расположена на севере Московской области, в северо-западной части округа, примерно в 6,5 км к северо-западу от центра города Солнечногорска, между федеральной автодорогой М10 и линией главного хода Октябрьской железной дороги.
К деревне приписано пять садоводческих товариществ. Связана прямым автобусным сообщением с городами Солнечногорском и Клином (маршруты № 30 и 37). Ближайшие населённые пункты — деревни Головково, Коськово, Лаптево, посёлки Смирновка и 2-я Смирновка. Ближайшая железнодорожная станция — Головково.

## Население
| 1852 | 1859 | 1890 | 1899 | 1926 | 1993 | 1998 |
| ---- | ---- | ---- | ---- | ---- | ---- | ---- |
| 164  | ↗231 | ↗262 | ↘237 | ↗261 | ↘67  | ↘51  |
| 2002 | 2010 |      |      |      |      |      |
| ↗56  | ↗109 |      |      |      |      |      |

## История
Мошницы, деревня 1-го стана, Долгоруковой, Княгини Варвары Николаевны, крестьян 45 душ мужского пола, 119 женского, 15 верст от уездного города, близ Московского шоссе.— Нистрем К. Указатель селений и жителей уездов Московской губернии, 1852 г.

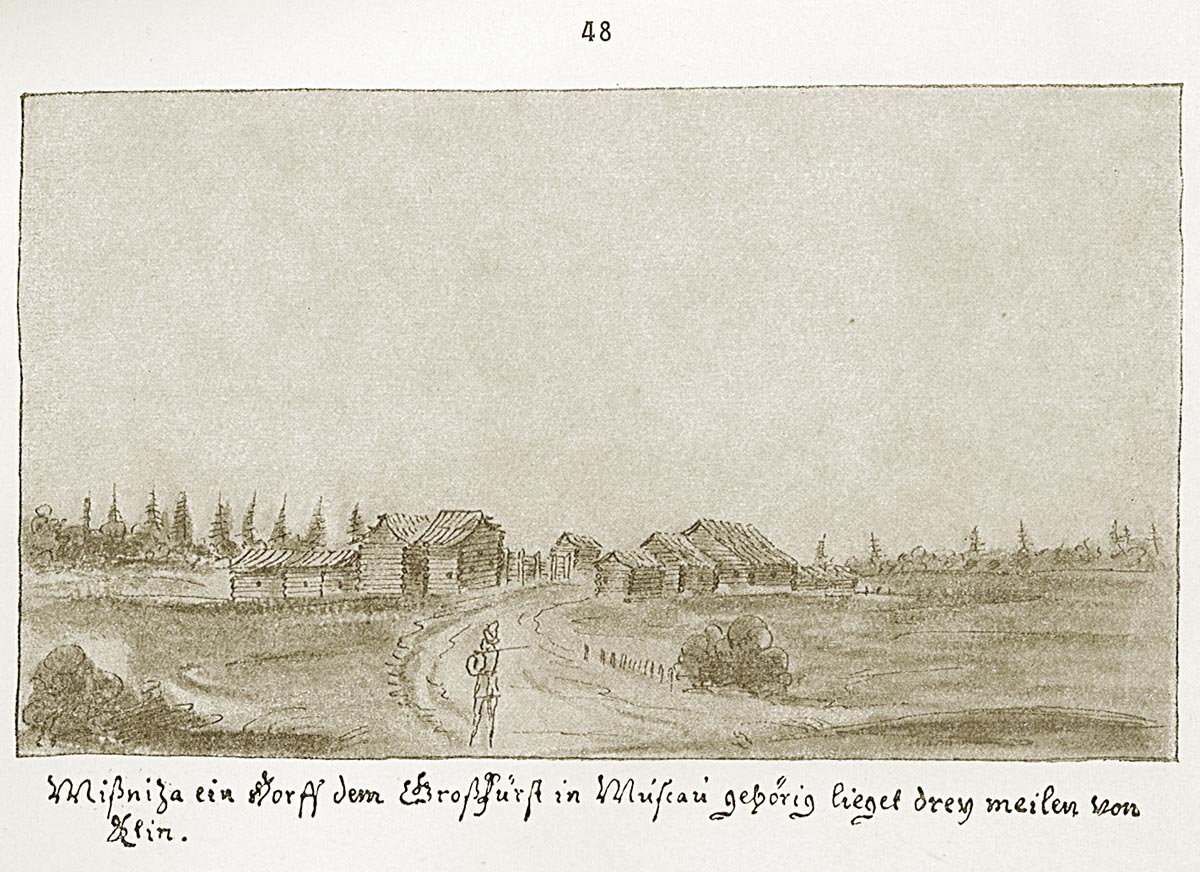
Мошницы в 1661 году

В «Списке населённых мест» 1862 года — владельческая деревня 1-го стана Клинского уезда Московской губернии от города Клина к городу Москве на Санкт-Петербурго-Московском шоссе и по линии Николаевской железной дороги, в 15 верстах от уездного города и 6 верстах от становой квартиры, при колодцах, с 37 дворами и 231 жителем (111 мужчин, 120 женщин).
По данным на 1890 год — деревня Солнечногорской волости Клинского уезда с 262 душами населения, в 1899 году — деревня Вертлинской волости Клинского уезда, проживало 237 жителей.
В 1913 году — 43 двора.
По материалам Всесоюзной переписи населения 1926 года — центр Мошницкого сельсовета Вертлинской волости Клинского уезда на Ленинградском шоссе и 5,3 км от станции Подсолнечная Октябрьской железной дороги, проживал 261 житель (124 мужчины, 137 женщин), насчитывалось 54 крестьянских хозяйства.
С 1929 года — населённый пункт в составе Солнечногорского района Московского округа Московской области. Постановлением ЦИК и СНК от 23 июля 1930 года округа как административно-территориальные единицы были ликвидированы.
1929—1957, 1960—1963, 1965—1994 гг. — деревня Мошницкого сельсовета Солнечногорского района.
1957—1960 гг. — деревня Мошницкого сельсовета Химкинского района.
1963—1965 гг. — деревня Мошницкого сельсовета Солнечногорского укрупнённого сельского района.
С 1994 до 2006 гг. деревня входила в Мошницкий сельский округ Солнечногорского района.
С 2005 до 2019 гг. деревня включалась в Смирновское сельское поселение Солнечногорского муниципального района. Один из двенадцати волнистых клиньев, изображённых на гербе и флаге сельского поселения, символизирует деревню Мошницы, как входившую в число крупных населённых пунктов муниципального образования.
С 2019 года деревня входит в городской округ Солнечногорск, в рамках администрации которого относится с территориальному управлению Смирновское.